# Convent de Sant Francesc de Paula de Girona
El convent de Sant Francesc de Paula de Girona fou un antic recinte monàstic de la ciutat de Girona, que estava situat a la riba de l'Onyar, al sud del recinte enmurallat. Concretament, s'ubicaria a l'antic solar que ocupa ara la Plaça de Catalunya.
El convent fou fundat per l'Ordre dels Mínims, l'any 1611, en uns terrenys a la banda oest del riu Onyar, El seu període conventual va durar fins a l'any 1835, quan es va abandonar definitivament el lloc. Un any abans, però les autoritats locals el van fer servir com a llatzaret de l'epidèmia de còlera morbo (1834), la primera epidèmia d'aquestes característiques que va patir la ciutat.
Un cop abandonat, passà a servir com a caserna. Fou enderrocat, definitivament, l'any 1960. Part del seu claustre es conserva al Museu d'Història de Girona i, algunes de les seves restes amb valor artistico-històric, es poden visitar al Museu d'Art de Girona.